# Atopognathus tarsalis
Atopognathus tarsalis är en tvåvingeart som först beskrevs av Walker 1861.  Atopognathus tarsalis ingår i släktet Atopognathus och familjen bredmunsflugor. Inga underarter finns listade i Catalogue of Life.